# Perizoma angustifasciata
Perizoma angustifasciata là một loài bướm đêm trong họ Geometridae.